# ℃-ute Nandesu! Zen Single Atsumechaimashita! ①
℃-ute Nandesu! Zen Single Atsumechaimashita! ① (℃-uteなんです! 全シングル集めちゃいましたっ!① Esto es ℃-ute Todos los Sencillos Colecionados ①?) es el 1.er álbum compilatorio de ℃-ute. Fue lanzado el 18 de noviembre de 2009 en ediciones limitadas y regulares. La edición limitada viene con un DVD extra, y las primeras ediciones de prensa vienen con una tarjeta fotográfica original. Inicialmente el álbum se tituló ℃ -ute Best ① (キュートベスト①). Además de ser el primer álbum con las 5 chicas restantes.

## Lista de Canciones
| CD  |                                |          |  |
| N.º | Título                         | Duración |  |
| 1.  | «Massara Blue Jeans»           |          |  |
| 2.  | «Soku Dakishimete»             |          |  |
| 3.  | «Ooki na Ai de Motenashite»    |          |  |
| 4.  | «Wakkyanai (Z)»                |          |  |
| 5.  | «Sakura Chirari»               |          |  |
| 6.  | «Meguru Koi no Kisetsu»        |          |  |
| 7.  | «Tokaikko Junjou»              |          |  |
| 8.  | «LALALA Shiawase no Uta»       |          |  |
| 9.  | «Namida no Iro»                |          |  |
| 10. | «Edo no Temari Uta II»         |          |  |
| 11. | «FOREVER LOVE »                |          |  |
| 12. | «Bye Bye Bye! »                |          |  |
| 13. | «Shochuu Omimai Moushiagemasu» |          |  |
| 14. | «EVERYDAY Zekkouchou!!»        |          |  |

| Edición Limitada DVD | |          |  |
| N.º                  | Título | Duración |  |
| 1.                   | «Jacket Photography Making of (ジャケット撮影メイキング; Making of de fotos de carátula)»                    |          |  |
| 2.                   | «3nen no Seichou Kakunin! Interview (3年間の成長確認! インタビュー; Confirmación de crecimiento de 3 años!)» |          |  |
| 3.                   | «Special Interview (スペシャルインタビュー; Intermedio Especial)»                                            |          |  |
| 4.                   | «℃-ute Kaigi ~Ame Onna Hen~ (℃-ute会議 ~雨女編~)»                                                            |          |  |

## Miembros presentes
- Erika Umeda (Acreditada)
- Maimi Yajima
- Megumi Murakami (Acreditada)
- Arihara Kanna (Acreditada)
- Saki Nakajima
- Airi Suzuki
- Chisato Okai
- Mai Hagiwara